# اگناک
اگناک (به فرانسوی: Agnac) یک کامین در فرانسه است که در Canton of Lauzun واقع شده‌است.

## خصوصیات
اگناک ۱۳٫۸۴ کیلومترمربع مساحت و ۴۳۰ نفر جمعیت دارد و ۵۶ متر بالاتر از سطح دریا واقع شده‌است.